# Pian
Pian is een vaktechnische Chinese term om de onderverdeling van een manuscript aan te geven. In tegenstelling tot juan gaat het bij pian steeds om een afgerond gedeelte. Hoewel de term vaak wordt vertaald met 'hoofdstuk' is het, om verwarring met juan te vermijden, vaak beter pian te vertalen met essay of artikel.